# Thing

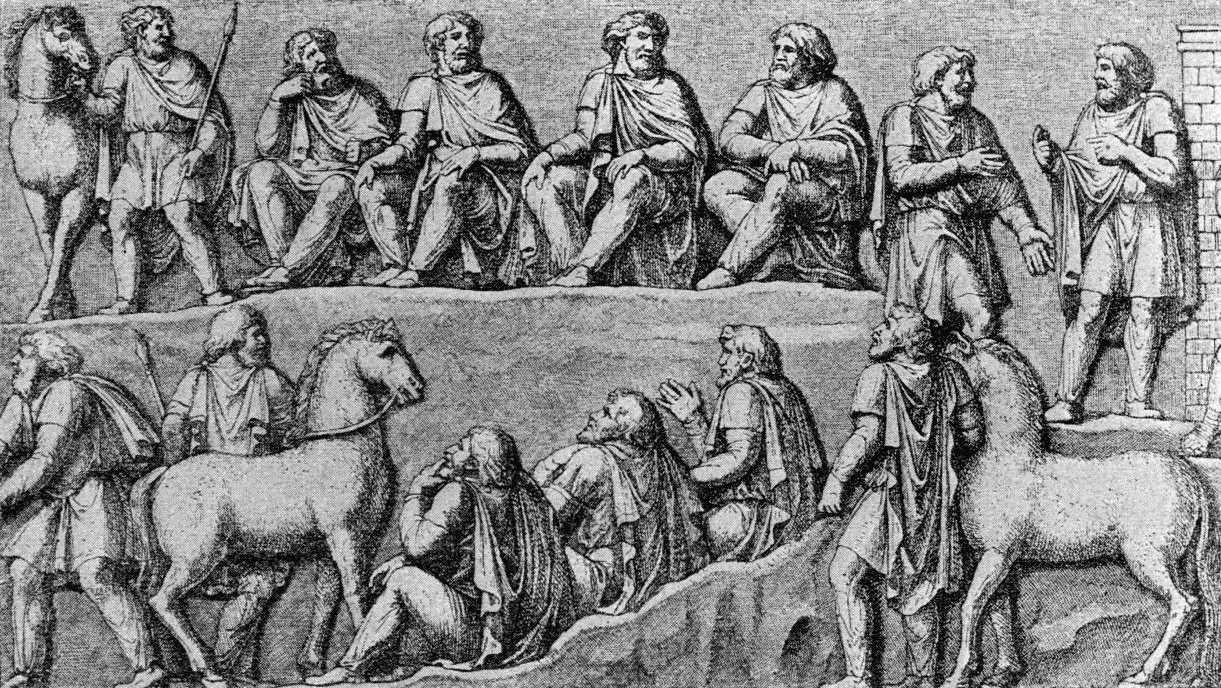
Reunió germànica representada en un relleu de la Columna de Marc Aureli.

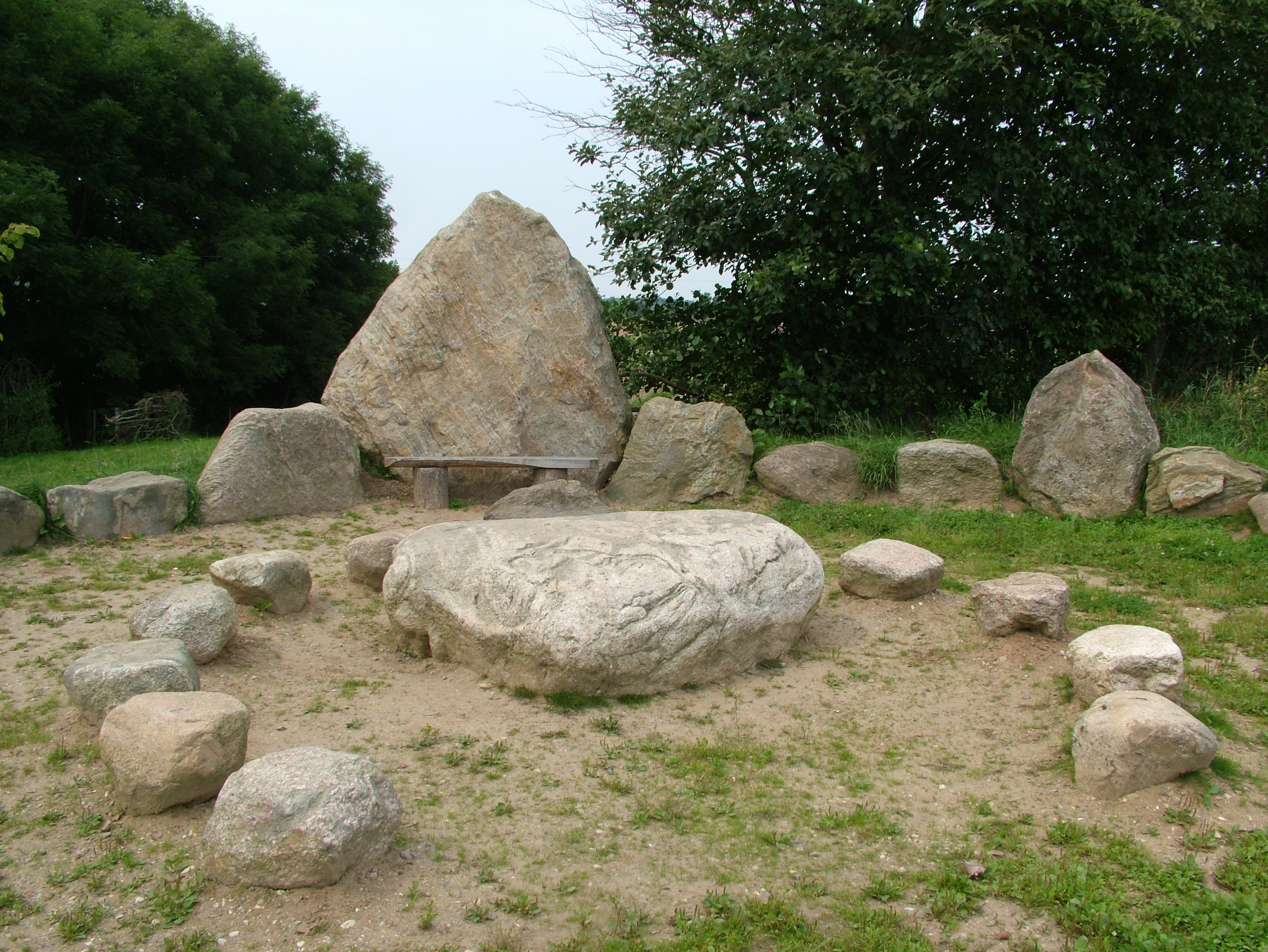
Thingplatz a Gulde, Schleswig-Holstein.

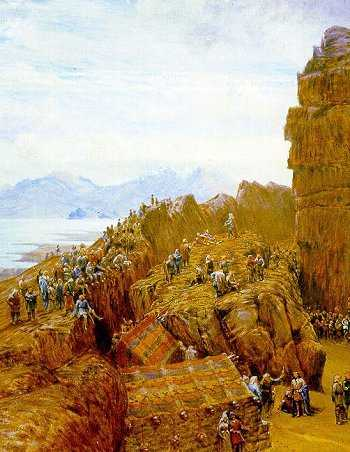
L'alþingi islandès en sessió, tal com el va imaginar en 1870 l'artista britànic William Gershom Collingwood.

Un thing (nòrdic antic: þing) era l'assemblea de govern en les societats de les tribus germàniques, formada pels homes lliures de la comunitat i presidida per un lagman (“home de lleis”). Avui dia el terme continua essent utilitzat en els noms oficials dels parlaments nacionals i institucions polítiques o judicials en els països nord-germànics.

## Etimologia
L'antic nòrdic, antic frisi i anglès antic þing amb el significat d'"assemblea" és idèntic en el seu origen al mot anglès thing, alemany Ding, neerlandès ding, i escandinau modern ting amb el significat d'"objecte". Tots ells deriven del protogermànic * þingą amb el significat de "temps assenyalat", i alguns han suggerit un origen del protoindoeuropeu * ten-, "extensió", com a "extensió de temps per a una assemblea". L'evolució del mot thing des d'"assemblea" a "objecte" és paral·lel a l'evolució del llatí causa ("demanda judicial") al català /castellà/italià cosa, modern francès chose i portuguès coisa (tots ells amb el significat d'"objecte"). Un mot amb significat similar, zaak en neerlandès i Sache en alemany encara mantenen el significat d'"afer, matèria", junt al de "cosa, objecte".
En anglès, el terme és testimoniat des del 685 a 686 amb l'antic significat d'"assemblea". Posteriorment es refereix a un ésser, entitat o matèria (en algun moment abans del 899), i llavors també a un acte, fet o esdeveniment (pels volts de l'any 1000). El significat de possessions personals, habitualment en plural, es troba per primer cop en l'anglès mitjà pels volts del 1300.
El lloc on succeïa el thing s'anomenava thingvellir. Aquest mot combina les paraules de l'islandès "Þing" (thing) i "vellir" (planúria), en referència al primer thing viking establert als afores de l'actual Reykjavík, a Þingvellir.

## Societat medieval i vikinga
En la cultura d'Escandinàvia, als clans nòrdics precristians, els membres d'un clan estaven obligats a venjar els danys contra els seus parents morts o mutilats. Era necessària una estructura equilibrada per reduir els feus tribals i evitar l'anarquia social. En les cultures nord-germàniques, el thing era la institució que equilibrava la societat, tot i que s'esmenten altres assemblees similars per a d'altres pobles germànics.
El thing era l'assemblea dels homes lliures d'un país o província (hundare / Harad / herred). Conseqüentment, els things eren jerarquitzats, de manera que els things locals estaven representats al thing d'una àrea més gran. Als thing se solucionaven les disputes i es prenien les decisions polítiques. El lloc on se celebrava l'assemblea era generalment també el lloc per als ritus religiosos públics i el comerç, en una situació similar a la de l'àgora de la Grècia clàssica.
El thing es reunia a intervals regulars, legislats per cacics electes i reis germànics, i jutjaven segons la llei, que era memoritzada i recitada per un lagman (“home de lleis”), el jutge. Les negociacions eren presidides pel lagman i el cacic o pel rei. En realitat, el thing estava dominat pels membres més influents de la comunitat, els caps dels clans i famílies riques, però la base era democràtica: un home, un vot. Un famós incident va demostrar el poder dels thing. Quan el lagman Thorgnýr li va dir al rei suec Olaf el Tresorer que era la gent la que tenia el poder a Suècia, i no pas el rei, aquest es va adonar que era impotent davant el thing i va admetre la seva situació subordinada.
A tall d'exemple, l'illa de Gotland tenia en l'època medieval tardana vint things, cada un dels quals era al seu torn representat al thing de l'illa, anomenat landsthing, pel seu jutge electe. Es decidien noves lleis en el thing del continent, que també prenia altres decisions sobre la totalitat de l'illa. L'autoritat del thing de terra va ser erosionada després que l'illa fos ocupada per l'Orde Teutònic el 1398. En els temps de l'edat mitjana tardana, el thing estava format per dotze representants dels grangers o terratinents.
L'assemblea del thing es duia a terme en un lloc especialment designat, en general un camp com Þingvellir, la vella localització del thing islandès. El parlament de l'illa de Man encara és nomenat pel lloc de reunió del thing que celebren el 5 de juliol a Tynwald Hill, que etimològicament és la mateixa paraula que "Thingvellir". Es poden trobar al continent europeu molts altres noms de llocs equivalents: al Regne Unit, Dingwall a Ross-shire; Tingwall, un a les Òrcades i un altre a les illes Shetland; i Thingwall a la península de Wirral. Similarment, a Suècia hi ha diversos llocs anomenats Tingvalla, que és la forma en suec modern de "Thingvellir".

## Usos moderns
Els parlaments nacionals d'Islàndia, Noruega i Dinamarca tenen noms que incorporen el terme thing ("cosa"):
- Alþingi - La "cosa general" islandesa
- Folketing - La "cosa del poble" danesa
- Storting - La "gran cosa" noruega

Els parlaments dels territoris autònoms d'Åland, Illes Fèroe, Groenlàndia i Illa de Man també tenen noms que fan referència a "cosa".
- Lagting
- Løgting
- Landsting
- Tynwald